# Gene Vincent

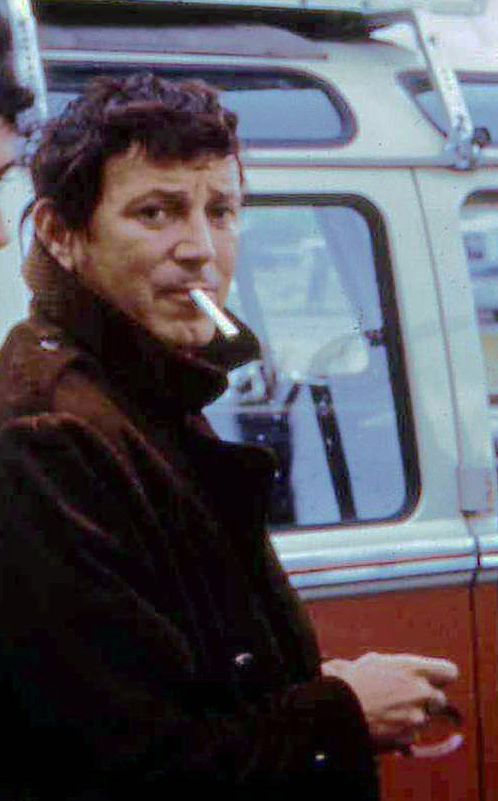
Gene Vincent (1967).

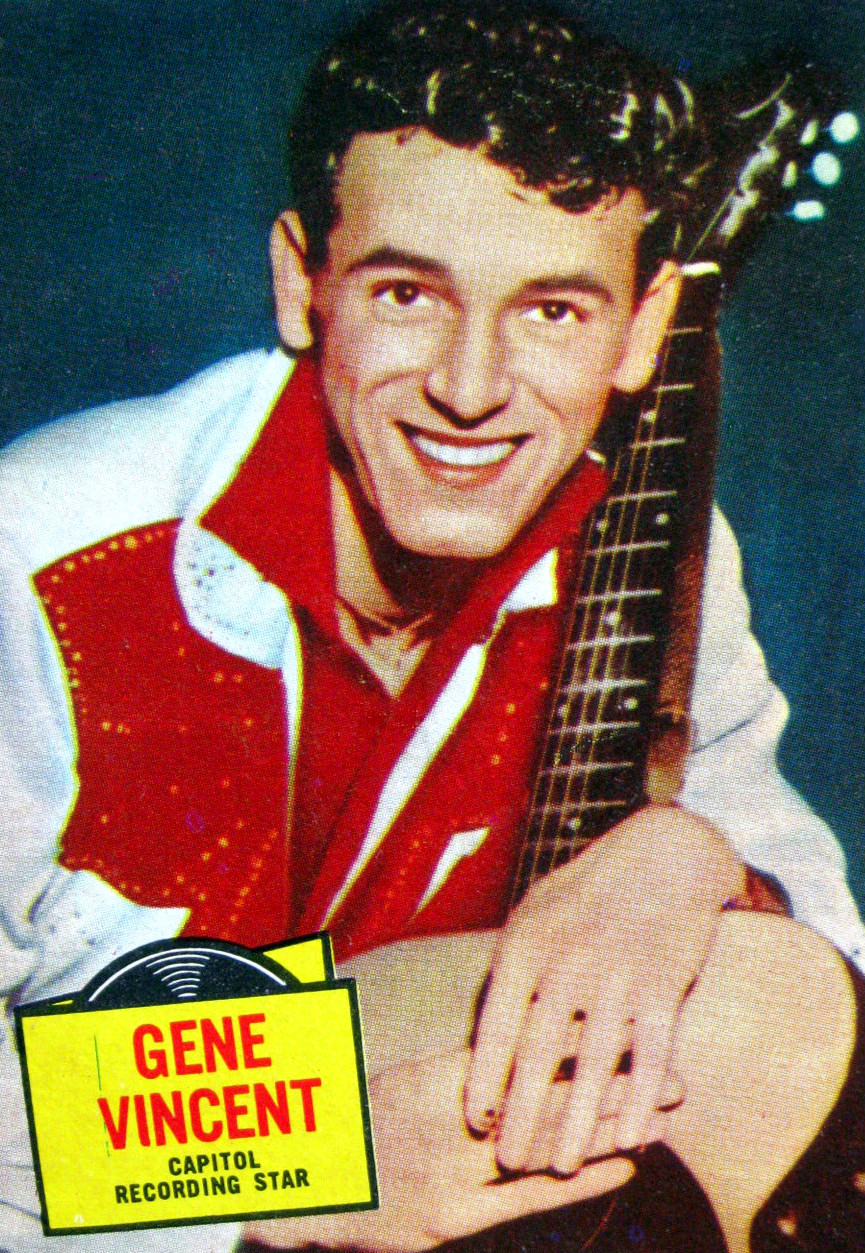
Gene Vincent (1957)

Gene Vincent (* 11. Februar 1935 in Norfolk, Virginia; bürgerlich Eugene Vincent Craddock; † 12. Oktober 1971 in Newhall, Kalifornien) war ein US-amerikanischer Rockabilly-Musiker, der vor allem durch seinen Hit Be-Bop-A-Lula bekannt wurde.

## Leben

### Kindheit und Jugend
Seine Eltern waren Ezekiah Jackson und Mary Louise Craddock, die in Virginia ein kleines Geschäft betrieben. Gene Vincent wuchs im Süden der USA unter dem Einfluss von Country-Musik, Rhythm and Blues und Gospel-Musik auf. Seine erste Gitarre bekam er im Alter von zwölf Jahren von einem Freund geschenkt.
1952 verließ Vincent die Schule und verpflichtete sich zur Navy. Im Juli 1955 war er auf einem Tender der Navy stationiert, der zwischen Korea und den USA verkehrte, zeitweilig war er auch in Korea, ohne aktiv an Kämpfen beteiligt gewesen zu sein. Im Juli 1955 hatte er einen schweren Motorradunfall in Norfolk. Sein linkes Bein wurde dabei zerschmettert und sollte amputiert werden. Jedoch weigerte sich Gene Vincent, dies zu veranlassen, nahm zeitlebens starke Schmerzen auf sich und erhielt zur Stabilisierung eine Metallschiene. Vincents Zeit bei der Marine war damit vorbei.

### Karriere
Gene Vincent konzentrierte sich jetzt auf die Musik und spielte in verschiedenen Country-Bands in Norfolk (Virginia). 1956 schrieb er einen Titel, den er Be-Bop-A-Lula nannte. Vincent stellte eine Gruppe zusammen, nahm ein Demo des Stücks auf, und es gelang ihm, einen Plattenvertrag bei Capitol Records zu erhalten.
Seine Back-Up-Gruppe bestand aus Cliff Gallup an der Leadgitarre, Willie Williams an der Rhythmusgitarre, Jack Neal am Bass sowie Dickie Harrell am Schlagzeug. Sie traten in der Zeit von 1956 bis 1958 unter dem Namen Gene Vincent and His Blue Caps auf. Dabei tourten sie durch die USA, traten in der Ed Sullivan Show auf und waren im American Bandstand sowie anderen wichtigen amerikanischen Fernseh-Shows zu sehen.
Am 4. Mai 1956 wurde Be-Bop-A-Lula in Nashville (Tennessee), aufgenommen und erschien am 2. Juni als B-Seite von Vincents erster Single Woman Love. Die Radiostationen spielten allerdings Be-Bop-A-Lula häufiger als die A-Seite und so erreichte der Titel Platz 7 der Hitparade im Jahr 1956. Außerdem trat er mit diesem Song in der Hollywood-Komödie The Girl Can’t Help It auf.
Vincent benutzte bei Aufnahmen mehrmals ein Bandecho, um gekonnt seine Stimme zu unterstützen. Dieser, eigentlich zur Kompensation für ein fehlendes Schlagzeug erfundene Echo-Groove, erzeugte einen charakteristischen, im Takt „blubbernden“ Groove. Vincent entwickelte auf seinen beiden ersten Schallplatten einen eigenständigen, aggressiven und urbanen Rockabillystil, in den späteren Aufnahmen klangen manchmal Doo-Wop-Elemente an. Gene Vincents Lead-Gitarrist Cliff Gallup war vom Jazz-Pop Gitarristen Les Paul beeinflusst und baute überraschende Harmoniewechsel sowie technisch anspruchsvolle Licks in seine Soli ein. Cliff Gallup verließ die Band nach den Aufnahmen zur zweiten Schallplatte endgültig, weil ihm als dem ältesten der Band das Leben auf Tournee als Familienvater nicht zusagte.
Es gelangen Gene Vincent im Anschluss an Be-Bop-A-Lula zwar noch einige kleinere Erfolge (zum Beispiel Bluejean Bop oder Race with the Devil). Er war aufgrund seiner Beinschiene und der Schmerzen eigentlich in der Bewegung behindert, was ihn aber nicht davon abhielt, sich auf der Bühne lebhaft zu bewegen. Dabei entwickelte er die Eigenart, sich leicht vorgebeugt an den Mikrofonständer zu klammern und zeitweilig an die Decke zu starren. Trotz des Films und der vielen Fernsehauftritte konnte sich Gene Vincent in den USA nicht dauerhaft an der Spitze etablieren. 1957 gelang mit Lotta Lovin’ noch einmal ein Hitparadenerfolg, aber danach war Vincents Karriere in den USA mit dem Ende der Rockabilly-Ära vorbei.
1958 folgte ein weiterer Filmauftritt in dem Spielfilm Hot Rod Gang in dem er die Songs Dance in the Street und Dance to the Bop spielte.
Mit seinen Auftritten in Europa im Jahr 1959 gelang es Gene Vincent, ein neues Publikum zu begeistern und er war besonders in Großbritannien und Frankreich sehr beliebt.
Nach 1960 siedelte Gene Vincent nach England über, da er dort weitaus mehr Anhänger als in den USA hatte. Nach einem Auftritt fuhr er am 17. April 1960 mit seinem Freund, dem Musiker Eddie Cochran zurück nach London und wurde in einen schweren Unfall verwickelt. Cochran starb, Vincent wurde schwer verletzt, wobei sein Bein erneut beschädigt wurde und er sich das Schlüsselbein brach. Dennoch stand er ein paar Wochen später wieder in England auf der Bühne.
Aufgrund mehrerer früherer und weiterer Unfälle, vieler Tourneen und einem Leben auf der Überholspur mit exzessivem Alkoholkonsum und Medikamentenmissbrauch (Schmerzmittel) verschlechterte sich Vincents Gesundheitszustand ab Mitte der 1960er Jahre zusehends. Er wurde asthmatisch und leicht übergewichtig. In seinem zeitlebens unzureichend behandelten Bein begann eine chronische Osteomyelitis. Die letzten Konzerte in England 1971 wurden zum Teil abgebrochen, weil ihm die Stimme versagte.
Im Oktober 1971 besuchte Vincent seine Eltern in Kalifornien. Dort fühlte er sich sehr krank und verstarb in einem Krankenhaus an einer Magenblutung, nachdem seine Eltern ihn kollabiert in seiner Wohnung aufgefunden hatten.
1998 ehrte man Gene Vincent mit der Aufnahme in die Rock and Roll Hall of Fame in Cleveland (Ohio) sowie mit der Aufnahme in die Rockabilly Hall of Fame.
Gene Vincent hat einen Stern auf dem Hollywood Walk of Fame (1749 N. Vine St., gegenüber vom Capitol Tower) in der Kategorie Musik.

## Diskografie

### Alben
| Jahr | Titel       | Höchstplatzierung, Gesamtwochen, AuszeichnungChartsChartplatzierungen (Jahr, Titel, Platzierungen, Wochen, Auszeichnungen, Anmerkungen) | Anmerkungen |
| Jahr | Titel       | UK | Anmerkungen |
| ---- | ----------- | --- | ----------- |
| 1960 | Crazy Times | UK12 (2 Wo.)UK |             |

Weitere Alben
- 1956: Bluejean Bop
- 1957: Gene Vincent and the Blue Caps
- 1958: Gene Vincent Rocks and the Blue Caps Roll
- 1958: A Gene Vincent Record Date
- 1959: Sounds like Gene Vincent
- 1964: Shakin’ up a Storm
- 1967: The Crazy Beat of Gene Vincent  (Capitol Records)
- 1979: Gene Vincent, aus der Serie „20 Rock'n'Roll Hits“, Capitol Records, EMI Electrola, LP mit Vorwort von Frank Laufenberg
- 2005: The Road is Rocky – The Complete Studio Masters 1956 – 1971 (8 CD-Box)
- 2005: The Very Best of Gene Vincent (EMI-Gold), Doppel-CD
- 2007: The Outtakes 6-CD-Mini-Box (Bear Family Records)

### Singles
| Jahr | Titel Album           | Höchstplatzierung, Gesamtwochen, AuszeichnungChartplatzierungen (Jahr, Titel, Album, Platzierungen, Wochen, Auszeichnungen, Anmerkungen) | Höchstplatzierung, Gesamtwochen, AuszeichnungChartplatzierungen (Jahr, Titel, Album, Platzierungen, Wochen, Auszeichnungen, Anmerkungen) | Anmerkungen                                      |
| Jahr | Titel Album           | UK | US | Anmerkungen                                      |
| ---- | --------------------- | --- | --- | ------------------------------------------------ |
| 1956 | Be-Bop-a-Lula         | UK16 (7 Wo.)UK | US9 (20 Wo.)US | B-Seite: Woman Love                              |
| 1956 | Race With The Devil   | UK28 (1 Wo.)UK | US96 (1 Wo.)US | B-Seite: Gonna Back Up Baby                      |
| 1956 | Blue Jean Bop         | UK16 (5 Wo.)UK | — | B-Seite: Who Slapped John                        |
| 1957 | Lotta Lovin’          | — | US14 (19 Wo.)US | Gene Vincent and His Blue Caps                   |
| 1957 | Dance To The Bop      | — | US43 (9 Wo.)US | B-Seite: I Got It Gene Vincent and His Blue Caps |
| 1960 | Wild Cat              | UK21 (6 Wo.)UK | — |                                                  |
| 1960 | My Heart              | UK16 (8 Wo.)UK | — |                                                  |
| 1960 | Pistol Packin’ Mama   | UK15 (9 Wo.)UK | — | B-Seite: Anna Annabelle                          |
| 1961 | She She Little Sheila | UK22 (11 Wo.)UK | — | B-Seite: Hot Dollar                              |
| 1961 | I’m Going Home        | UK36 (4 Wo.)UK | — |                                                  |

#### Capitol Records (Aufnahmedaten in Klammern), Auswahl
- Crazy Legs (24. Juni 1956) / Important Words (18. Oktober 1956), Januar 1957
- Baby Blue (6. Dezember 1957) / True To You (20. Juni 1957), April 1958
- Rocky Road Blues (27. März 1958) / I Love You (26. März 1958), Juli 1958
- Say Mama (14. Oktober 1958) / Be Bop Boogie Boy (14. Oktober 1958), Dezember 1958
- Summertime (28. März 1958) / Frankie and Johnny (9. Dezember 1957)
- Jezebel (25. Juni 1956) / Maybe (13. Oktober 1958)
- If You Want My Lovin (11. Januar 1961) / Mister Loneliness (11. Januar 1961)
- Brand New Beat (9. Dezember 1957) / Unchained Melody (16. Oktober 1956)
- Crazy Beat (10. Januar 1961) / High Blood Pressure (16. Oktober 1958)

#### Challenge Records
- Born to Be a Rolling Stone / Hurtin’ for You Baby (1967)

#### Dandelion Recors
- White Lightning / Scarlet Ribbons (1970)